# Беседа Сергій Орестович
Сергій Орестович Беседа (17 травня 1954 , СРСР ) — керівник 5-ї Служби (Служба оперативної інформації та міжнародних зв'язків) ФСБ Росії з 2009 року, генерал-полковник.

## Біографія
Сергій Беседа народився 17 травня 1954 року..
З 2003 року — заступник керівника департаменту — начальник Управління координації оперативної інформації Департаменту аналізу, прогнозу та стратегічного планування ФСБ Росії.
З 2004 року — перший заступник керівника служби — керівник Департаменту оперативної інформації Служби аналізу прогнозу та стратегічного планування ФСБ Росії.
З 2009 року керівник Служби оперативної інформації та міжнародних зв'язків ФСБ Росії, Це так звана 5-та Служба (офіційна назва — Служба оперативної інформації та міжнародних зв'язків), що займається зв'язками ФСБ із закордонними партнерами, у тому числі з американськими відомствами. Також Сергій Беседа відповідав за розвідку на території України. Усередині служби існує сумнозвісний Департамент оперативної інформації (ДОІ), який виконує функції зовнішньої розвідки ФСБ.
4 березня 2010 року в результаті перетворення Міжвідомчої комісії з участі РФ у «Групі восьми» на Міжвідомчу комісію за участю РФ у «Групі восьми» та «Групі двадцяти» був включений до складу комісії як представник ФСБ Росії.
20-21 лютого 2014 року перебував у Києві із завданням у контакті з СБУ визначити необхідний рівень фізичного захисту посольства Російської Федерації в Україні та інших російських установ у Києві. Запитувався на зустріч із Віктором Януковичем на цю тему, але не був прийнятий.
4 квітня 2014 року для встановлення істини в рамках досудового розслідування у кримінальному провадженні про численні вбивства громадян України, скоєні під час проведення масових заходів у Києві 18-22 лютого, МЗС України звернулося до Росії з проханням прояснити обставини перебування в Україні з 20 по 21 лютого 2014 року роки Сергія Беседи.
26 липня 2014 року потрапив до списку персональних санкцій ЄС.
16 жовтня 2014 року підписав Угоду про взаємний захист секретної інформації з директором Канцелярії Ради з національної безпеки та захисту секретної інформації Уряду Сербії Гораном Матічем.
У березні 2022 року, за непідтвердженими відомостями журналістів Андрія Солдатова та Ірини Бороган, Сергій Беседа був заарештований за надання «недостовірної розвідувальної інформації» напередодні вторгнення Росії на територію України.
8 квітня 2022 року, Сергія Беседу перевели до СІЗО Лефортово.
11 жовтня 2023 року за повідомленням голови ГУР Кирила Буданова «Сергій Беседа продовжує виконувати свої службові обов'язки».

## Арешт
Заарештований 11 березня 2022 року, ймовірно, за те, що зі своїм заступником Болухом увели Путіна в оману щодо готовності України «вітати визволителів». Болух додатково відповідав за напрямок дезінформації. Адже 5-а служба відповідала за надання Володимиру Путіну інформації про політичні події в Україні напередодні вторгнення. Напевно, 5-а служба, побоюючись роздратувати керівника Кремля, просто постачала йому ті дані, які він сам хотів чути.
Генерал Сергій Беседа та його заступник були поміщені спочатку під домашній арешт, а потім у слідчий ізолятор мінюсту Лефортово. Серед причин називають нецільове використання коштів, виділених на операції, а також погану розвідувальну інформацію.

## Санкції
Як старший офіцер ФСБ, Сергій Орестович Беседа очолював відповідальну службу, яка займається розвідувальними операціями і міжнародною діяльністю, тим самим підриваючи територіальну цілісність, суверенітет і безпеку України.
З 16 липня 2014 року знаходиться під санкціями США.
З 6 серпня 2014 року знаходиться в санкційному списку Канади.
З 14 березня 2020 року Сергій Орестович Беседа потрапив до списку персональних санкцій Євросоюзу.
18 червня 2021 року Сергій Орестович Беседа доданий до санкційного списку України.
З 16 березня 2022 року знаходиться під санкціями Швейцарії.
З 27 серпня 2023 року знаходиться в санкційних списках Австралії.

## Родина
Сини — Антон та Олексій.